# Rabdornis de les Visayas
El rabdornis de les Visayas
(Rhabdornis rabori) és una espècie d'ocell de la família dels estúrnids (Sturnidae). És endèmic de l'oest de les illes Filipines. Els seu hàbitats naturals són els boscos tropicals i subtropicals de frondoses humits de les terres baixes, bé com de l'estatge montà. El seu estat de conservació es considera de risc mínim.